# Großsteingrab Kricheldorf
Das Großsteingrab Kricheldorf war eine mögliche megalithische Grabanlage der jungsteinzeitlichen Tiefstichkeramikkultur bei Kricheldorf, einem Ortsteil von Salzwedel im Altmarkkreis Salzwedel, Sachsen-Anhalt. Es wurde wohl spätestens im 19. Jahrhundert zerstört. Eine Beschreibung der Anlage liegt nicht vor, ihre mögliche Existenz ist nur durch die Bezeichnung „Steinstücke“ auf einem historischen Messtischblatt belegt. Um 1900 wurden dort neolithische Feuersteinwerkzeuge gefunden, die teilweise im Johann-Friedrich-Danneil-Museum besichtigt werden können.